# Monument aux morts de Strasbourg
Le Monument aux morts de Strasbourg est situé place de la République à Strasbourg, chef-lieu de la région Grand Est et du département du Bas-Rhin.
Il a été élevé en 1936 en mémoire des enfants de la ville tués lors de la Première Guerre mondiale qui se déroula de 1914 à 1918. C'est le premier conflit armé qui impliqua autant de pays à travers le monde. Les pertes humaines s'élevèrent à plus de huit millions de morts et six millions d'invalides
Le monument aux morts de Strasbourg a été inauguré, le 18 octobre 1936, par le président de la République Albert Lebrun. Il porte comme seule inscription « À nos morts » sans mentionner la patrie pour laquelle les soldats sont tombés. En effet, la région a été au gré des guerres tantôt allemande, tantôt française, et des Alsaciens sont tombés au combat des deux côtés.

## Situation
Le Monument aux morts de Strasbourg est situé au centre de la place de la République de Strasbourg, centre institutionnel de la ville construit dans le style « monumental berlinois » dans les années 1880 par l'Empire allemand, et utilisé par l'administration française par la suite.

## Description
Pour honorer ces morts, il a été élevé une Pietà laïque représentant une mère — symbolisant la ville de Strasbourg — tenant sur ses genoux ses deux enfants mourants. L'un est allemand et l'autre français, ne portant plus d'uniformes pour les distinguer. Ils se sont combattus et devant la mort enfin ils se rapprochent, ils se donnent la main.
Le groupe en pierre a été réalisé par Léon-Ernest Drivier (1878-1951).

## Historique

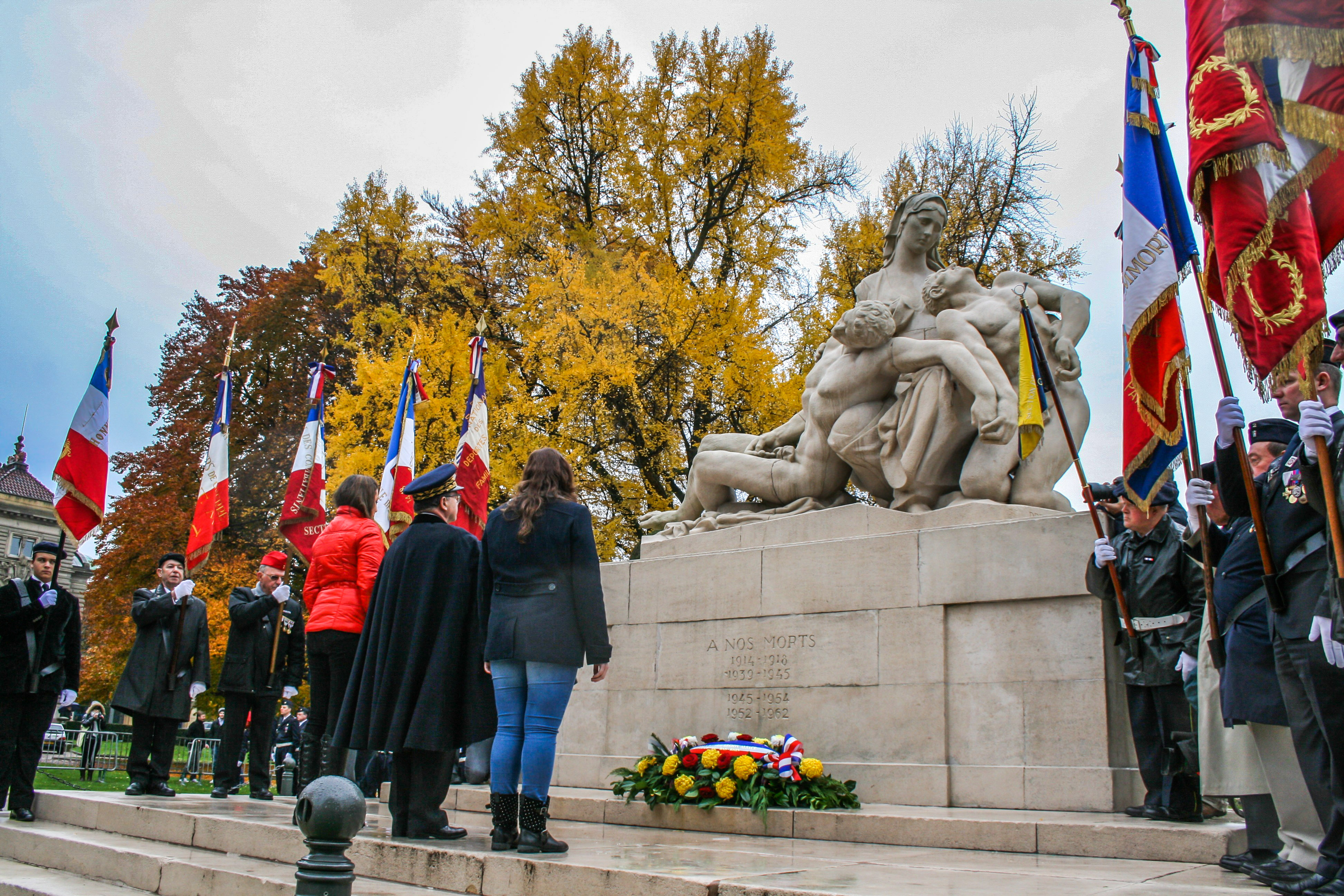
Commémoration de l’armistice du 11 novembre en 2012.

Un monument provisoire traditionnel, constitué d'un imposant obélisque, fut érigé en 1919, place de la République pour honorer les poilus morts.
Henry Lévy (1871-1937), premier maire adjoint de Strasbourg de 1919 à 1922, conseiller général, vice-président du Consistoire israélite du Bas-Rhin et industriel est à l'initiative de ce second monument.
Le monument fut inauguré le 18 octobre 1936 en présence du président de la République Albert Lebrun, accompagné d'Henri Sellier, ministre de la Santé publique sous le gouvernement du Front populaire, et de François de Tessan, sous-secrétaire chargé des Affaires d'Alsace et de Lorraine.
Albert Lebrun prononça en premier un discours, puis François de Tessan intervint laissant ensuite la parole à Charles Frey, ancien ministre et maire de la ville de Strasbourg. Mais c'est Henry Lévy qui termina les allocutions publiques. Il prononça un discours empreint de pacifisme : 

« Toute cette tragédie est évoquée dans la douleur que reflète cette belle figure de femme non seulement symbole de la patrie, mais symbole aussi de l'humanité meurtrie… recueillant avec une émouvante sollicitude deux guerriers mourants, tombés sous les plis de deux drapeaux, mais dont les mains se cherchent pour s'unir dans une suprême étreinte.
Chacun ressentira profondément la grande pensée qui se dégage de cette œuvre et puisse-t-elle être pour ceux qui nous suivront un objet de méditation ainsi qu'un enseignement. Je voudrais que l'écho des sentiments qui nous animent soit porté plus loin par les flots du Rhin, et que ce monument soit une pierre à l'édifice de la paix, qu'il soit un appel à l'union des peuples, à une fraternité fondée sur la justice et le respect des droits en même temps qu'un acte de foi dans les destinées de notre pays. »

Le 15 février 1953, lors d'une manifestation de certains élus de la région contre le verdict du procès des acteurs d'Oradour-sur-Glane, dont treize malgré-nous, le monument aux morts de Strasbourg est revêtu de crêpe noir en signe de protestation.